# غوزديكه
غوزديكه (بالبلغارية: Гоздейка)‏ قرية تقع إدارياً ضمن مقاطعة غابروفو في بلغاريا. ويبلغ عدد سكانها 12 نسمة حسب تعداد 15 مارس 2015. تعتمد غوزديكه للبريد على الرمز البريدي 5392.